# Gulf News
Gulf News (v překladu Zprávy (perského) zálivu) jsou noviny v angličtině vydávané v Dubaji ve Spojených arabských emirátech. Byly založeny 30. září 1978 a koncem roku 2009 si své čtenáře nacházelo denně zhruba 117 tisíc výtisků.
Deník je dnes distribuován také v dalších zemích Rady pro spolupráci arabských států v Zálivu, v Bahrajnu od září 1987, v Ománu od dubna 1989, v Saúdské Arábii od března 1989 a v Kataru od dubna 1989. Od srpna 1988 jsou distribuovány také v Pákistánu.